# Hartsop
Hartsop – wieś w Anglii, w Kumbrii. Leży 42 km na południe od miasta Carlisle i 383 km na północny zachód od Londynu.